# Gomorrha (Fernsehserie)/Episodenliste

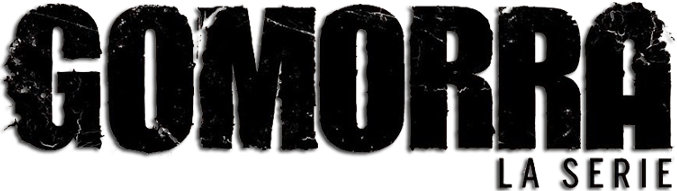
Logo zur Serie

Diese Episodenliste enthält alle Episoden der italienischen Fernsehserie Gomorrha, sortiert nach der italienischen Erstausstrahlung.

## Übersicht
| Staffel | Episodenanzahl | Erstausstrahlung Italien | Erstausstrahlung Italien | Deutschsprachige Erstausstrahlung | Deutschsprachige Erstausstrahlung |
| Staffel | Episodenanzahl | Staffelpremiere          | Staffelfinale            | Staffelpremiere                   | Staffelfinale                     |
| ------- | -------------- | ------------------------ | ------------------------ | --------------------------------- | --------------------------------- |
| 1       | 12             | 6. Mai 2014              | 10. Juni 2014            | 10. Oktober 2014                  | 19. Dezember 2014                 |
| 2       | 12             | 10. Mai 2016             | 14. Juni 2016            | 10. Mai 2016                      | 26. Juli 2016                     |
| 3       | 12             | 17. November 2017        | 22. Dezember 2017        | 6. März 2018                      | 10. April 2018                    |
| 4       | 12             | 29. März 2019            | 3. Mai 2019              | 23. Mai 2019                      | 8. August 2019                    |
| 5       | 10             | 19. November 2021        | 17. Dezember 2021        | 30. Dezember 2021                 | 27. Januar 2022                   |

## Staffel 1
Die Erstausstrahlung der ersten Staffel war vom 6. Mai bis zum 10. Juni 2014 im italienischen Pay-TV-Fernsehsender Sky Italia zu sehen zu sehen. Die deutschsprachige Erstausstrahlung sendete der deutsche Pay-TV-Sender Sky Atlantic HD vom 10. Oktober bis zum 19. Dezember 2014.
| Nr. (ges.) | Nr. (St.) | Deutscher Titel   | Originaltitel             | Erstausstrahlung Italien | Deutschsprachige Erstausstrahlung (D) |
| ---------- | --------- | ----------------- | ------------------------- | ------------------------ | ------------------------------------- |
| 1          | 1         | Der Unsterbliche  | Il clan dei Savastano     | 6. Mai 2014              | 10. Okt. 2014                         |
| 2          | 2         | Das erste Mal     | Ti fidi di me?            | 6. Mai 2014              | 10. Okt. 2014                         |
| 3          | 3         | Poggioreale       | L’omm ’e casa             | 13. Mai 2014             | 17. Okt. 2014                         |
| 4          | 4         | Schwarz und Weiß  | Sangue africano           | 13. Mai 2014             | 24. Okt. 2014                         |
| 5          | 5         | Kleingeld         | Il ruggito della leonessa | 20. Mai 2014             | 31. Okt. 2014                         |
| 6          | 6         | Russisch Roulette | Roulette spagnola         | 20. Mai 2014             | 7. Nov. 2014                          |
| 7          | 7         | Die Festung       | Imma contro tutti         | 27. Mai 2014             | 14. Nov. 2014                         |
| 8          | 8         | Keine Wahl        | La scheda bianca          | 27. Mai 2014             | 21. Nov. 2014                         |
| 9          | 9         | Der gute Soldat   | Gelsomina Verde           | 3. Juni 2014             | 28. Nov. 2014                         |
| 10         | 10        | Alles wird gut    | Ora facciamo i Conte      | 3. Juni 2014             | 5. Dez. 2014                          |
| 11         | 11        | Die Alte Garde    | 100 modi per uccidere     | 10. Juni 2014            | 12. Dez. 2014                         |
| 12         | 12        | Krieg             | Gli Immortali             | 10. Juni 2014            | 19. Dez. 2014                         |

## Staffel 2
Die Erstausstrahlung der zweiten Staffel war vom 10. Mai bis zum 14. Juni 2016 im italienischen Pay-TV-Fernsehsender Sky Italia zu sehen. Die deutschsprachige Erstausstrahlung sendete der deutsche Pay-TV-Sender Sky Atlantic HD vom 10. Mai bis zum 26. Juli 2016.
| Nr. (ges.) | Nr. (St.) | Deutscher Titel              | Originaltitel            | Erstausstrahlung Italien | Deutschsprachige Erstausstrahlung (D) |
| ---------- | --------- | ---------------------------- | ------------------------ | ------------------------ | ------------------------------------- |
| 13         | 1         | Das schöne Leben             | Vita mia                 | 10. Mai 2016             | 10. Mai 2016                          |
| 14         | 2         | Kaltes Land                  | Lacrime e Sangue         | 10. Mai 2016             | 17. Mai 2016                          |
| 15         | 3         | Die Madonna und die Schlange | Mea Culpa                | 17. Mai 2016             | 24. Mai 2016                          |
| 16         | 4         | Geld kommt, Geld geht        | Profumo di iena          | 17. Mai 2016             | 31. Mai 2016                          |
| 17         | 5         | Auf Knien                    | Occhi negli occhi        | 24. Mai 2016             | 7. Juni 2016                          |
| 18         | 6         | Der Aufstand                 | O’Track                  | 24. Mai 2016             | 14. Juni 2016                         |
| 19         | 7         | Ordnung muss sein            | Il Principe e il Nano    | 31. Mai 2016             | 21. Juni 2016                         |
| 20         | 8         | Der Strand                   | Divide et Impera         | 31. Mai 2016             | 28. Juni 2016                         |
| 21         | 9         | Jeder gegen jeden            | Sette Anni               | 7. Juni 2016             | 5. Juli 2016                          |
| 22         | 10        | Tote in der Nacht            | Fantasmi                 | 7. Juni 2016             | 12. Juli 2016                         |
| 23         | 11        | Die Welt ist groß            | Nella gioia e nel dolore | 14. Juni 2016            | 19. Juli 2016                         |
| 24         | 12        | Alles endet hier             | La fine del giorno       | 14. Juni 2016            | 26. Juli 2016                         |

## Staffel 3
Die Erstausstrahlung der dritten Staffel war vom 17. November bis zum 22. Dezember 2017 im italienischen Pay-TV-Fernsehsender Sky Italia zu sehen. Die deutschsprachige Erstausstrahlung sendete der deutsche Pay-TV-Sender Sky Atlantic HD vom 6. März bis zum 10. April 2018.
| Nr. (ges.) | Nr. (St.) | Deutscher Titel                | Originaltitel         | Erstausstrahlung Italien | Deutschsprachige Erstausstrahlung (D) |
| ---------- | --------- | ------------------------------ | --------------------- | ------------------------ | ------------------------------------- |
| 25         | 1         | Das Gift in unseren Adern      | Viva il Re!           | 17. Nov. 2017            | 6. März 2018                          |
| 26         | 2         | Der beste Buchhalter der Welt  | Hasta la muerte       | 17. Nov. 2017            | 6. März 2018                          |
| 27         | 3         | Mädchen aus Albanien           | Inferno               | 24. Nov. 2017            | 13. März 2018                         |
| 28         | 4         | So etwas wie Familie           | Il filo e la Moira    | 24. Nov. 2017            | 13. März 2018                         |
| 29         | 5         | Kinder von Gespenstern         | Sangue Blu            | 1. Dez. 2017             | 20. März 2018                         |
| 30         | 6         | Der Tod ist das beste Geschäft | Come nascere          | 1. Dez. 2017             | 20. März 2018                         |
| 31         | 7         | Die Jugend von heute           | Sangue del mio sangue | 8. Dez. 2017             | 27. März 2018                         |
| 32         | 8         | Drei Kreuze                    | Guerra aperta         | 8. Dez. 2017             | 27. März 2018                         |
| 33         | 9         | Carmela                        | Giuda!                | 15. Dez. 2017            | 3. Apr. 2018                          |
| 34         | 10        | Die Geisel                     | Insieme               | 15. Dez. 2017            | 3. Apr. 2018                          |
| 35         | 11        | Neue Geschäfte                 | Fede                  | 22. Dez. 2017            | 10. Apr. 2018                         |
| 36         | 12        | Der Bruder eines Bruders       | Per sempre            | 22. Dez. 2017            | 10. Apr. 2018                         |

## Staffel 4
Die Erstausstrahlung der vierten Staffel war vom 29. März bis zum 3. Mai 2019 im italienischen Pay-TV-Fernsehsender Sky Italia zu sehen. Die deutschsprachige Erstausstrahlung sendete der deutsche Pay-TV-Sender Sky Atlantic HD vom 23. Mai 2019 bis zum 8. August 2019. 
| Nr. (ges.) | Nr. (St.) | Deutscher Titel                  | Originaltitel | Erstausstrahlung Italien | Deutschsprachige Erstausstrahlung (D) |
| ---------- | --------- | -------------------------------- | ------------- | ------------------------ | ------------------------------------- |
| 37         | 1         | Blutregen                        | Episodio 1    | 29. März 2019            | 23. Mai 2019                          |
| 38         | 2         | Giftiges Land                    | Episodio 2    | 29. März 2019            | 30. Mai 2019                          |
| 39         | 3         | Die Kinder von Secondigliano     | Episodio 3    | 5. Apr. 2019             | 6. Juni 2019                          |
| 40         | 4         | Die Farbe des Goldes             | Episodio 4    | 5. Apr. 2019             | 13. Juni 2019                         |
| 41         | 5         | Überall Schlangen                | Episodio 5    | 12. Apr. 2019            | 20. Juni 2019                         |
| 42         | 6         | Die schlechteste Mutter der Welt | Episodio 6    | 12. Apr. 2019            | 27. Juni 2019                         |
| 43         | 7         | Verlorene Brüder                 | Episodio 7    | 19. Apr. 2019            | 4. Juli 2019                          |
| 44         | 8         | Das Hochzeitsgeschenk            | Episodio 8    | 19. Apr. 2019            | 11. Juli 2019                         |
| 45         | 9         | Tote reden nicht                 | Episodio 9    | 26. Apr. 2019            | 18. Juli 2019                         |
| 46         | 10        | Sand und Zement                  | Episodio 10   | 26. Apr. 2019            | 25. Juli 2019                         |
| 47         | 11        | Zelle 6                          | Episodio 11   | 3. Mai 2019              | 1. Aug. 2019                          |
| 48         | 12        | Träume sind nichts für uns       | Episodio 12   | 3. Mai 2019              | 8. Aug. 2019                          |

## L’Immortale – Der Unsterbliche
L’Immortale – Der Unsterbliche (Originaltitel: L’immortale) kam als Spin-off am 5. Dezember 2019 in die italienischen Kinos. In Deutschland erschien der Film ab dem 23. Dezember 2021 direkt per VoD auf Sky Atlantic. Trotz eigenständiger Handlung bildet der Film eine Brücke zwischen der vierten und fünften Staffel der Mutterserie. Sky Atlantic veröffentlichte den Film dabei als dreizehnte Folge der vierten Staffel.

## Staffel 5
Die Erstausstrahlung der fünften Staffel war vom 19. November bis zum 17. Dezember 2021 im italienischen Pay-TV-Fernsehsender Sky Italia zu sehen. Die deutschsprachige Erstausstrahlung sendete der deutsche Pay-TV-Sender Sky Atlantic vom 30. Dezember 2021 bis zum 27. Januar 2022.
| Nr. (ges.) | Nr. (St.) | Deutscher Titel         | Originaltitel | Erstausstrahlung Italien | Deutschsprachige Erstausstrahlung (D) |
| ---------- | --------- | ----------------------- | ------------- | ------------------------ | ------------------------------------- |
| 49         | 1         | Die Wut im Bauch        | Episodio 1    | Jul.                     | 30. Dez. 2021                         |
| 50         | 2         | Sie nennen es den Gulag | Episodio 2    | Jul.                     | 30. Dez. 2021                         |
| 51         | 3         | Die Rückkehr            | Episodio 3    | Jul.                     | 6. Jan. 2022                          |
| 52         | 4         | Ein Platz in der Hölle  | Episodio 4    | Jul.                     | 6. Jan. 2022                          |
| 53         | 5         | Spiel mit dem Feuer     | Episodio 5    | Jul.                     | 13. Jan. 2022                         |
| 54         | 6         | Gefängnis aus Gold      | Episodio 6    | Jul.                     | 13. Jan. 2022                         |
| 55         | 7         | Blutschwur              | Episodio 7    | Jul.                     | 20. Jan. 2022                         |
| 56         | 8         | Der glückliche Tod      | Episodio 8    | Jul.                     | 20. Jan. 2022                         |
| 57         | 9         | Nur ein Name            | Episodio 9    | 17. Dez. 2021            | 27. Jan. 2022                         |
| 58         | 10        | Schmerz und Einsamkeit  | Episodio 10   | 17. Dez. 2021            | 27. Jan. 2022                         |